# Helvig Conrad Engelhardt

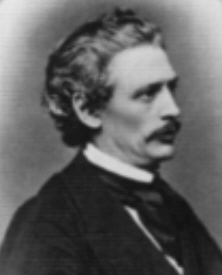
Helvig Conrad Engelhardt

Helvig Conrad Engelhardt (* 20. September 1825 in Kopenhagen; † 11. November 1881 ebenda) war ein dänischer Archäologe.

## Leben
Engelhardt wurde 1825 als Sohn des Schiffsmaklers Andreas Daniel Engelhardt und dessen Frau Oline Marie Aagaard in Kopenhagen geboren. Erst mit 23 Jahren absolvierte er sein Abitur. Danach studierte er Sprachen und Kunstgeschichte an der Universität Kopenhagen. Im Jahre 1851 wurde er Gymnasiallehrer für Englisch, Französisch und Kunstgeschichte an der Flensburger Gelehrtenschule. Am 27. Juli 1852 heiratete er Laura Dorothea Eleonore Petersen (* 31. Oktober 1825 in Kopenhagen; † 13. Januar 1908, Tochter von Peter Petersen und Caroline Marie Holm) in der Kopenhagener Frauenkirche. Engelhardt spielte eine entscheidende Rolle beim Ausbau des Flensburger Vorgeschichtsmuseums und dessen archäologischer Sammlung, dessen Leiter er von 1851 bis 1864 war. Die Sammlung bestand aus etwa 2000 Exponaten aus Angeln, Sundeved, Als, Ærø und der Stadt Schleswig. Weitere wichtige Funde stammten aus dem Thorsberger Moor, das Engelhart ab 1859 ausgrub, sowie das Nydam-Schiff aus dem Nydam-Moor, das er von 1859 bis 1863 in den Schulferien ausgrub. Der Deutsch-Dänische Krieg zwang ihn 1864 zur Einstellung der Grabungsarbeiten. Engelhardt versteckte die Sammlung vor der preußischen Obrigkeit. Im Rahmen des Friedensvertrags fiel die Sammlung 1867 schließlich an Deutschland und wurde dem Kieler Museum zugesprochen. Noch im selben Jahr wechselte Engelhardt nach Kopenhagen und arbeitete wieder als Lehrer. Als Assistent am Nationalmuseum widmete sich der Verwaltung der Sammlung und leitete weitere Ausgrabungen und Bearbeitungen der Funde aus Kragehul und Vimose. 1869 wurde er zum Honorarprofessor berufen und erhielt 1879 die Ehrendoktorwürde der Universität Kopenhagen. Im Jahr 1858 erhielt er die Verdienstmedaille des Königreichs Dänemark in Gold, 1862 wurde er zum Ritter des Dannebrogordens ernannt und erhielt 1876 die Verdienstmedaille des Dannebrogordens (Dannebrogordenens Hæderstegn). Er starb 1881 in Kopenhagen.

## Leistungen
Seine wichtigsten Arbeiten waren seine Ausgrabungen im Thorsberger Moor bei Süderbrarup (Schleswig-Holstein) 1858–1861 sowie die Ausgrabungen im Nydam-Moor bei Sønderborg 1859–1863, die er in einer für seine Zeit fortschrittlichen Weise ausführte. Seine Publikationen gelten noch heute als Standardwerke zu den germanischen Opferplätzen und der Sachkultur der ersten Jahrhunderte, die sogar noch ein Jahrhundert später erneut aufgelegt wurden.

## Schriften (Auswahl)
- Thorsbjerg Mosefund. Beskrivelse af de oldsager, som i Aaren 1858–61 ere udgravede af Thorsbjerg Mose ved Sønder-Brarup i Angel. Et samlet Fund, Henhørende til den Aeldre Jernalder og Bevaret i den Kongelige Samling af Nordiske Oldsager i Flensborg (= Sønderjydske Mosefund. 1). Gad, Kopenhagen 1863.
- Nydam Mosefund 1859–1863 (= Sønderjydske Mosefund. 2). Gad, Kopenhagen 1865.
- Kragehul Mosefund 1751–1865 et overgangsfund mellem den aeldre Jernalder og Mellem-Jernalderen (= Fynske Mosefund. 1). Gad, Kopenhagen 1867.
- Vimose fundet. (= Fynske Mosefund. 2). Kopenhagen 1869, (Digitalisat).
- Das Museum für Nordische Alterthümer in Copenhagen. Wegweiser für die Besuchenden. Thiele, Kopenhagen 1872.
- Sønderjydske og fynske mosefund. 3 Bände (Bd. 1: Thorsbjerg mosefund. Bd. 2: Nydam mosefund. Bd. 3: Kragehul og Vimosefundene.). Med forord af Mogens Ørsnes. Zac, Kopenhagen 1969–1970.